# Гепатоцеллюлярная карцинома
Гепатоцеллюлярная карцинома (в просторечии рак печени) — наиболее распространённая первичная злокачественная опухоль печени. Результат малигнизации (злокачественной трансформации) гепатоцитов. Ежегодно в мире диагностируют около 600 тыс. случаев.

## Этиология
Основные причины гепатоцеллюлярной карциномы — хронические вирусные гепатит B и гепатит C (причина 86 % всех случаев ГЦК), цирроз печени, регулярное употребление в пищу гепатоканцерогенов (например, афлатоксинов, которые часто встречаются в испорченном арахисе). 
Менее распространённые причины — гемохроматоз, шистосомоз и некоторые другие паразитарные болезни печени, а также воздействие канцерогенных веществ: полихлордифенилов, хлорсодержащих пестицидов, хлорированных углеводородов (в частности четырёххлористого углерода), нитрозаминов.

## Классификация
Классификация по стадиям основывается на TNM, имеет самое важное значение в выборе тактики лечения и определения прогноза пациента. Также на тактику лечения оказывает влияние цирроз печени, классифицируемый по Child-Pugh.
T — первичная опухоль, N — метастазы в регионарные лимфатические узлы, M — отдалённые метастазы
- Стадия IA: -T1aN0M0
- Стадия IB: -T1bN0M0
- Стадия II: -T2N0M0
- Стадия IIIA: -T3N0M0
- Стадия IIIB: -T4N0M0
- Стадия IVA: -T(любая)N1M0
- Стадия IVB: -T(любая) N(любая)M1

## Клиническая картина
Гепатоцеллюлярная карцинома возникает в виде одного либо нескольких опухолевых узлов. Она имеет местный инвазивный рост, часто прорастает в диафрагму. Заболевание проявляется тупыми ноющими болями в правом верхнем квадранте живота, а также общим недомоганием и лихорадкой, к которым в дальнейшем присоединяется желтуха.
Заболевание развивается быстро, обнаруживается на запущенных стадиях. Увеличение печени диагностируется в 88 % случаев, похудение — в 85 %, болезненный опухолевый узел в брюшной полости — в 50 % случаев, печёночная недостаточность — в 60 %. В 10—15 % случаев наблюдаются внутрибрюшинное кровотечение и шок.
Метастазирует гепатоцеллюлярная карцинома, как правило, в лёгкие (до 45 % случаев). Болезнь может сопровождаться эндокринными нарушениями (синдром Кушинга) в связи с выделением опухолевыми клетками гормоноподобных веществ.

## Диагностика
Диагностика строится на определении у групп риска (вирусные гепатиты, циррозы) зародышевого белка — α-фетопротеин. Если он превышает 15 нг/мл, требуется более детальное обследование, которое может включать:
- УЗИ печени;
- тонкоигольная чрескожная биопсия (или другой метод взятия) с последующим цитологическим исследованием;
- компьютерная томография;
- магнитно-резонансная томография;
- позитронная эмиссионная томография.

## Лечение
Лечение сильно зависит от стадии заболевания, из-за чего лечение разных пациентов может кардинально отличаться, но в целом будет состоять из набора следующих методов:
- трансплантация печени — эффективный, но трудоёмкий в осуществлении метод лечения, требует стадии I, в крайнем случае — II.
- хирургическая резекция (удаление) — приемлема на ранних стадиях, при размере первичной опухоли не более 5 см.
- химиоэмболизация — стандарт лечения для неоперабельных пациентов, без выраженной печёночной недостаточности и без внепечёночных метастазов
- радиочастотная абляция
- радиоэмболизация (SIRT)
- криодеструкция
- чрескожное введение этанола
- чрескожное введение уксусной кислоты[источник не указан 3386 дней]
- Моноклональные антитела: ипилимумаб, ниволумаб, рамуцирумаб, атезолизумаб, тремелимумаб[англ.], камрелизумаб[англ.].
- протонная терапия — позволяет доставить высокие дозы ионизирующего облучения с минимальным повреждением окружающих здоровых тканей; недостатком является слабая информированность врачей о таких возможностях и их наличии в России, а также высокая стоимость такого лечения.[2]

Системная химиотерапия и традиционная лучевая терапия фотонами проводится, но без высокой эффективности.

### Прогноз
Предполагаемый прогноз на выживаемость при раке печени зависит от запущенности онкопроцесса и возрастных особенностей пациента. При первой и второй стадии в результате хирургического вмешательства и успешного удаления опухоли 5-летняя выживаемость составляет 80 %. На последних этапах патологии прогноз, как правило, неблагоприятный. Например при 3-й стадии до рубежа в 5 лет доживает до 30 % пациентов. На 4-й стадии эта цифра ещё скромнее — не более чем 20 % лиц удаётся дожить до 3 лет.
При отсутствии терапевтической помощи рак печени развивается агрессивно. Смерть человека наступает спустя 6 и менее месяцев после постановки диагноза.

### Профилактика
Своевременно начатое адекватное лечение гепатита C снижает частоту развития гепатоцеллюлярной карциномы. В различных исследованиях при применении интерферонотерапии показано снижению риска развития гепатоцеллюлярной карциномы. Также профилактика заключается в отказе от употребления алкоголя.